# Cascata do Poço da Rocha
A cascata do Poço da Rocha é uma vistosa queda de água, localizada na  freguesia de Santo Espírito, concelho de Vila do Porto e localizado na costa sudeste da  ilha de Santa Maria, nos Açores.
Com cerca de 40 metros de queda, na arriba terminal da Ribeira de Santo António, que em 1580 Gaspar Frutuoso refere como ribeira de Diogo Gil, Com um caudal permanente e de bom porte escavou o Poço da Rocha, que agora dá o nome à ribeira e cascata, percorre mais 150 metros por uma greta de rochas, e espraia-se no mar.
É na sua foz que se procedia à exploração da pedra de Cal, constituindo-se num dos raros exemplos  comunitários de Direito consuetudinário de exploração.
Integrado no  Complexo Vulcânico do Pico Alto (Pliocénico), foi inserido no Parque Natural da Ilha de Santa Maria foi criado pelo Decreto Legislativo Regional n.º 47/2008/A, de 7 de novembro, alterado pelo Decreto Legislativo Regional n.º 39/2012/A, de 19 de setembro.

## Galeria

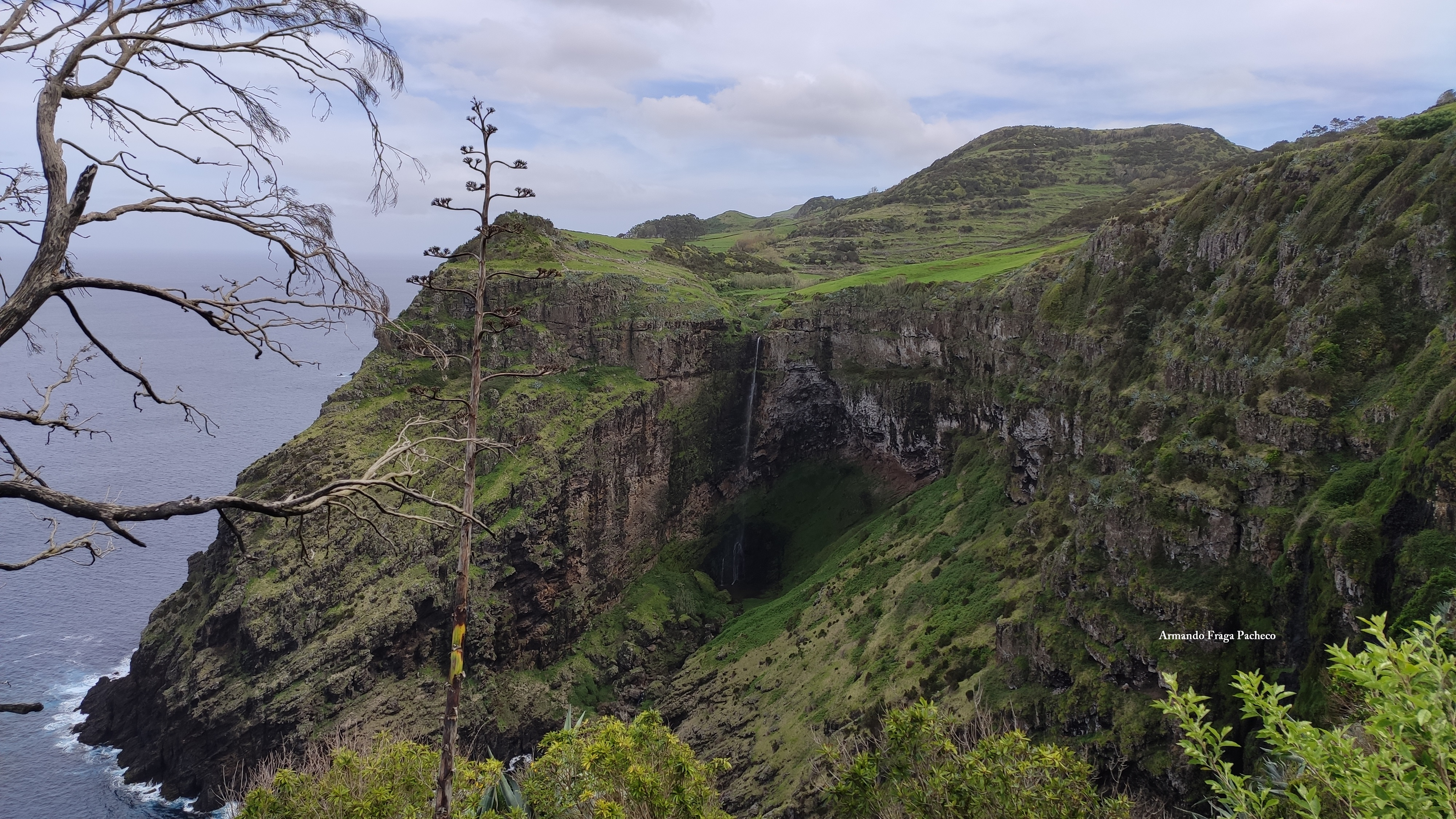
Cascata